# カマン・マルアチ
カマン・マディト・マルアチ（Khaman Madit Maluach, 2006年9月14日 - ）は、スーダンのレイク州ルンベク出身のバスケットボール選手。ポジションはセンター。

## 経歴

### 生い立ち
スーダンで生まれ、家族と共にウガンダで難民として育った。
2019年、偶然通りかかったボダボダの運転手に勧められてバスケを始める。元NBA選手ルオル・デンが主催したバスケキャンプに参加した後、セネガルのNBAアフリカアカデミーで指導を受けた。

### BAL
2022年、アマチュア契約でBALのコブラ・スポルトに加入。4月9日に初出場し、2得点、2リバウンドを記録した。
2023年はASドゥアンズでプレーし、アル・アハリとの優勝決定戦で2得点、2リバウンドを記録したが、試合は敗れた。
2024年はシティ・オイラーズでプレーし、平均17.5得点・13.5リバウンド・2.8ブロックを記録した。

### カレッジ
2024年3月6日、デューク大学への進学を発表した。他にはUCLA、ケンタッキー大学、カンザス大学からオファーを受けていた。

## 代表歴
2023年8月に開催されたFIBAバスケットボール・ワールドカップにて、史上最年少となる16歳で南スーダン代表に初選出され、同大会の中国戦で代表デビューした。
2024年のパリオリンピックにも南スーダン代表で出場した。